# كوبر بوون
كوبر بوون (بالإنجليزية: Cooper Boone)‏ هو مغني ومغن مؤلف وعالم نفس أمريكي، ولد في 11 سبتمبر 1963 في ويلز في الولايات المتحدة.